# Сакс, Сергей Евгеньевич
Серге́й Евге́ньевич Сакс (родился в 1889 году, Гродненская губерния, Российская империя — умер после 1954 года, РСФСР, СССР) — советский военачальник, командующий Астрахано-Каспийской военной флотилией (13 октября 1918 — 9 июня 1919). Участник 1-й Мировой войны и гражданской войны в РСФСР (1917/18—22). 
В 1938 году подвёргся репрессиям. В 1989 году — реабилитирован (посмертно).

## Биография
На военной службе с 1910 года. Участник 1-й мировой войны. В РККФ — с 1918 года. В Гражданскую войну в 1918 году — член Верховной морской коллегии, с февраля — Коллегии Наркомата по морским делам РСФСР. С октября 1918 года — особоуполномоченный РВСР в Астрахани и на Каспийском море, командующий Астрахано-Каспийской военной флотилией, одновременно в 1918—1919 годах — член Реввоенсовета Каспийско-Кавказского фронта, в марте-июне 1919 — 11-й армии. Затем комиссар для особых поручений при управлении делами Наркомата по морским делам. С 1921 года работал в народном хозяйстве, в конце 1930-х — начальник сектора Союзторгоборудования. Проживал в Москве: Тверской бульвар, дом 7, квартира 6.
Арестован 23 марта 1938 года.
Во многих источниках указывается, что был расстрелян в 1938 году.
Но, по другим сведениям, приговорён ОС НКВД СССР 20 октября 1938 года к 8 годам ИТЛ. Освобождён 30.07.1946 г.
Арестован 25 января 1949 года. Приговорён ОС МГБ СССР 9 марта 1949 года к ссылке на поселение в Красноярский край. Освобождён в 1954 г.
Реабилитирован посмертно в 1989 году.